# Ljungmattvävare
Ljungmattvävare (Palliduphantes ericaeus) är en spindelart som först beskrevs av John Blackwall 1853.  Ljungmattvävare ingår i släktet Palliduphantes och familjen täckvävarspindlar. Enligt den finländska rödlistan är arten nära hotad i Finland. Arten är reproducerande i Sverige. Artens livsmiljö är myrar. Inga underarter finns listade i Catalogue of Life.